# Kochenillkaktus
Kochenillkaktus (Nopalea cochenillifera) är en växtart i familjen kaktusväxter. Arten är troligen ursprunglig i Mexiko, men numera naturaliserad på många andra platser. Kochenillkaktus kan odlas som krukväxt i Sverige, men blir vanligen för stor för odling inomhus.
Arten blir ett välförgrenat suckulent träd, 3–4 meter högt med tydliga segmenterade stammar på 20 cm i diameter. Grenarna är indelade i platta segment, de är omvänt äggrunda, till 25 cm långa. Bladen är små, syllika och faller snart av. Areolerna sitter glest och är ulliga. Glochiderna är små och gula. Taggar ibland 1-3 raka, kröka, först bruna, senare grå, de saknas vanligen helt. Blommorna är smala, rosaröda, till 4–7 cm långa. Ståndare och pistill utskjutande, rosa. Fruktämnet har många areoler med glochider. Frukten är ett rött bär, till 2,5–5 cm lång.
Kochenillkaktus har använts som värdväxt för kochenillsköldlusen i produktionen av färgämnet kochenill. Troligen har man genom selektion fått fram tagglösa populationer, vilket idag är den vanligaste typen.

## Synonymer
Cactus cochenillifer L.
Nopalea coccifera Lemaire, nom. illeg.
Opuntia cochenillifera (L.) Miller